# Älgboda
Älgboda är en småort i Knivsta socken i Knivsta kommun i Uppsala län. Älgboda ligger cirka 3 km öster om Knivsta, direkt öster om E4:an.